# Popis panseksualnih osoba
Ovo je popis ljudi koji se identificiraju kao panseksualne osobe. 
| Ime               | Rođenje | Smrt | Napomena               | Izvor |
| ----------------- | ------- | ---- | ---------------------- | ----- |
| Angel Haze        | 1991.   |      | Pjevačica              | [ 1 ] |
| Nayland Blake     | 1960.   |      | Umjetnik               | [ 2 ] |
| Mary González     | 1983.   |      | Političarka            | [ 3 ] |
| Dreya Weber       | 1961.   |      | Glumica i producentica | [ 4 ] |
| Sophie B. Hawkins | 1966.   |      | Pjevačica              | [ 5 ] |
| Laci Green        | 1989.   |      | Feministica            | [ 6 ] |